# Los Órganos, Guerrero
Los Órganos är en ort i Mexiko.   Den ligger i kommunen Benito Juárez och delstaten Guerrero, i den södra delen av landet, 290 km sydväst om huvudstaden Mexico City. Los Órganos ligger 26 meter över havet och antalet invånare är 190.
Terrängen runt Los Órganos är platt åt sydost, men åt nordväst är den kuperad. Runt Los Órganos är det ganska glesbefolkat, med 47 invånare per kvadratkilometer. Närmaste större samhälle är San Jerónimo de Juárez, 4,3 km sydost om Los Órganos. Omgivningarna runt Los Órganos är en mosaik av jordbruksmark och naturlig växtlighet.